# Barakamon
Barakamon (ばらかもん? lett. "una persona molto vivace" nel dialetto di Gotō) è un manga scritto e disegnato da Satsuki Yoshino, serializzato sulla rivista Gangan Online di Square Enix da febbraio 2009 a dicembre 2018. La storia è incentrata su Seishū Handa, un calligrafo che si trasferisce nelle remote isole Gotō al largo della costa occidentale di Kyūshū, dove instaurerà rapporti con gli abitanti del luogo. Un manga spin-off, intitolato Handa-kun, è stato serializzato sul Monthly Shōnen Gangan di Square Enix tra ottobre 2013 e giugno 2016. Un adattamento anime, prodotto da Kinema Citrus, è stato trasmesso in Giappone tra il 6 luglio e il 27 settembre 2014, mentre un anime basato sul manga spin-off, a cura di Diomedéa, è andato in onda dal 7 luglio al 22 settembre 2016. Nel 2023 ne è stata realizzata una serie televisiva live action. 

## Trama

Seishū e Naru nell'anime

Seishū Handa è un calligrafo di bell'aspetto, ma anche piuttosto arrogante, che rimane sconvolto quando un affermato critico d'arte definisce le sue opere "rigide ed insipide". Non reggendo all'affronto prende a pugni l'anziano maestro, suscitando così lo sdegno dell'intera comunità artistica. Seishū, evitato da tutti e considerato un folle ingrato, viene quindi costretto dal padre a trasferirsi su un'isola remota, dove segue uno stile di vita molto alla mano a cui non è facile abituarsi per un abitante di città fino al midollo come lui. Lì il calligrafo incontra i vivaci abitanti del villaggio, tra cui contadini che usano i trattori come auto, vicini indesiderati che non usano mai la porta principale e una bambina pestifera che usa la sua casa come la propria base di giochi.

## Personaggi
Seishū Handa (半田 清舟?, Handa Seishū)
Doppiato da: Daisuke Ono
È un calligrafo professionista di 23 anni costretto a trasferirsi nell'isola di Goto per via dello scandalo provocato dall'aver aggredito un critico d'arte molto rispettato. A Goto cerca di concentrarsi soprattutto sulla scrittura, in modo da capire se stesso e trovare la propria passione. Le persone di villaggio si riferiscono a lui con l'appellativo "sensei".
Naru Kotoishi (琴石 なる?, Kotoishi Naru)
Doppiata da: Suzuko Hara
Una bambina, molto vivace ed allegra, che vive nell'isola di Goto. Prima dell'arrivo di Seishu, la casa di quest'ultimo pareva essere la sua "base" ed è anche per questo che Naru continua a fargli visita e tenergli compagnia.
Miwa Yamamura (山村 美和?, Yamamura Miwa)
Doppiata da: Nozomi Furuki
È una liceale che, come Naru, ed assieme alla sua amica Tamako, utilizzava la casa di Seishu come base.
Tamako Arai (新井 珠子?, Arai Tamako)
Doppiata da: Rumi Ōkubo
Amica di Miwa, piuttosto timida e che aspira a diventare una mangaka.
Hiroshi Kido (木戸 浩志?, Kido Hiroshi)
Doppiato da: Kōki Uchiyama
Liceale che vive nell'isola di Goto. Non è mai riuscito a concludere nulla d'importante (soprattutto nello studio, riportando voti bassi), ma viene ispirato a fare di meglio dalla determinazione di Seishu.
Hina Kubota (久保田 陽菜?, Kubota Hina)
Doppiata da: Rina Endō
È una bambina dell'isola ed è la migliore amica di Naru. Essendo molto timida, spesso finisce per piangere, anche quand'è felice.
Kentarō Ōhama (大浜 謙太郎?, Ōhama Kentarō)
Doppiato da: Seiya Kimura
Un altro bambino del villaggio, amico di Naru. Proprio come la bambina, sembra essere molto vivace.
Akihiko Arai (新井 明彦?, Arai Akihiko)
Doppiato da: Megumi Han
Yūjirō Kido (木戸 裕次郎?, Kido Yūjirō)
Doppiato da: Tanuki Sugino
Il capo del villaggio.
Ikkō Sakamoto (坂本 一行?, Sakamoto Ikkō)
Doppiato da: Fumihiko Tachiki
Preside della scuola del villaggio.
Takao Kawafuji (川藤 鷹生?, Kawafuji Takao)
Doppiato da: Junichi Suwabe
Amico di Seishu.
Kōsuke Kanzaki (神崎 康介?, Kanzaki Kōsuke)
Doppiato da: Yūki Kaji
Kōsaku Kotoishi (琴石 耕作?,  Kotoishi Kōsaku)
Doppiato da: Hiroshi Ito
Il nonno di Naru.

## Media

### Manga
Il manga, scritto e disegnato da Satsuki Yoshino, è stato serializzato sul Gangan Online di Square Enix dal 21 febbraio 2009 al 12 dicembre 2018. Il primo volume tankōbon è stato reso disponibile il 22 luglio 2009 e al 12 dicembre 2018 ne sono stati pubblicati in tutto diciotto con l'aggiunta di un volume extra. Uno spin-off dal titolo Handa-kun (はんだくん?) è stato serializzato sul Monthly Shōnen Gangan di Square Enix dal 12 ottobre 2013 al 12 marzo 2016. Sette volumi sono stati pubblicati tra il 21 giugno 2014 e il 12 settembre 2016. In Italia la serie viene pubblicata da RW Edizioni sotto l'etichetta Goen nella collana Mega Collection a partire dal 28 ottobre 2022.

#### Volumi
| 1  | 22 luglio 2009 | ISBN 978-4-7575-2616-7                                                      | 28 ottobre 2022  | ISBN 978-88-9284-587-9 |
| 1  | Capitoli - 1. Barakakodon - Bambina piena di energia (ばらかこどん?, Barakakodon) - 2. Yanawa - Trasloco (やなわっ?, Yanawa) - 3. Donkudon - Rana (どんくどん?, Donkudon) - 3,5. Hitokkuruma - Monociclo (ひとっくるま?, Hitokkuruma) - 4. Onnankodon - Ragazze (おんなんこどん?, Onnanokodon) - 5. Sha - Contorni (しゃ?, Sha) - 6. Yosonmon - Uomo di città (よそんもん?, Yosonmon) - 6,5. Gochogai no mushiko - Il figlio del capovillaggio (郷長がいのむしこ?, Gochogai no mushiko) - 7. Hitonmochi - Mochi che vengono lanciati per celebrare un evento (ひとんもち?, Hitonmochi) - Extra. Dampo - Laghetto                                                                                              |                                                                             |                  |                        |
| 2  | 22 febbraio 2010 | ISBN 978-4-7575-2796-6                                                      | 25 novembre 2022 | ISBN 978-88-9284-502-2 |
| 2  | Capitoli - 8. Moyo - Vicinato (もよっ?, Moyo) - 9. Konomon - Tsukemono (このもん?, Konomon) - 10. Che! - Una parola che si usa per scacciare via i gatti (ちぇっ!!?, Che!!) - 11. Kana - Katakana (かな?, Kana) - 12. Miseya - Negozio (みせや?, Miseya) - 13. Megane ba kaketa ko - La ragazza con gli occhiali (めがねばかけたこ?, Megane ba kaketa ko) - 14. Nemacchouru - Marcio (ねまっちょる?, Nematchoru) - 15. Kengeramon - Giocare alla famiglia (けんげらもん?, Kengeramon) - 16. Chu no waruka - Sentirsi male (ちゅうのわるか?, Chi no waruka) - 17. Osowa - Imparare (おそわっ?, Osowa) - 18. Un ni oegi - Andare a nuotare al mare (うんにおえぎいっ?, Un ni oegī) - Extra. Dampo #2 - Laghetto |                                                                             |                  |                        |
| 3  | 22 ottobre 2010 | ISBN 978-4-7575-3027-0                                                      | 30 dicembre 2022 | ISBN 978-88-9284-460-5 |
| 3  | Capitoli - 19. Minatogona - Molluschi e granchi eremiti (みなとごな?, Minatogona) - 20. Yumeshi - La cena (ゆめし?, Yumeshi) - 21. Tsukkyo - Notte di luna (つっきょ?, Tsukkyo) - 22. Yakamashika - Sta' zitto! (やかましか?, Yakamashika) - 23. Hisaniwo - Pesce di prima categoria (ひさんいを?, Hisaniwo) - 24. Matakonkana - Venite ancora (またこんかな?, Matakonkana) - 25. Puchimodoshi - Anche Puchi è un amico (プチもどし?, Puchimodoshi) - 26. Okazenkuzzo - Arriva il tifone (おかぜんくっぞ?, Okazenkuzzo) - Extra. Dampo #3 - Il laghetto |                                                                             |                  |                        |
| 4  | 21 maggio 2011 | ISBN 978-4-7575-3229-8                                                      | 3 novembre 2023  | ISBN 978-88-9284-490-2 |
| 4  | Capitoli - 27. Misenban - Badare al negozio - 28. Kureiwo - Pesci girella - 29. Enwa - Libellula - 30. Kagya? - La chiave? - 31. Tohou shinota - Mi sono persa - 32. Yuchikasu - T'insegno - 33. Menoha - Alghe - 34. Mottemawa! - Regalini! - 35. Oku - La consegna - 36. Onde - Danza rituale - Extra. Danpo #4 - Il laghetto |                                                                             |                  |                        |
| 5  | 22 dicembre 2011 | ISBN 978-4-7575-3443-8                                                      | 24 novembre 2023 | ISBN 978-88-9284-526-8 |
| 5  | Capitoli - 37. Gippaka kajja - Una capigliatura ordinata - 38. Byara - Ramoscelli secchi - 39. Okega makucchishita - Salvo per un pelo - 40. Dorotappe nacchotte - Giocare col fango - 41. Aburunna - Stiamo calmi! - Extra. Kaya - Zanzara - 42. Yorokobasudeno - Rendiamola felice - 43. Ishikozun - Il muro - 44. Dacchi ikode - Andiamo tutti insieme! - Extra. Danpo #5 - Il laghetto |                                                                             |                  |                        |
| 6  | 21 luglio 2012 | ISBN 978-4-7575-3667-8                                                      | 22 dicembre 2023 | ISBN 978-88-9284-545-9 |
| 6  | Capitoli - 45. Hanashiaibasu - Parlarne assieme - 46. Yoseo - Sono a Tokyo - 47. Ienouchika - Da casa - 48. Kuyashika - Rammarico - 49. Kemonnii - Vado a fare compere - 50. Yukochikike - Ascolta quello che ti dico - 51. Kaettekuttochiyo - Pare stia tornando - 52. Kaettekiteurishika - Contenti che tu sia tornato - Extra. Danpo #6 - Il laghetto |                                                                             |                  |                        |
| 7  | 22 marzo 2013 | ISBN 978-4-7575-3715-6                                                      | —                | ISBN 978-88-9284-660-9 |
| 8  | 21 settembre 2013 (ed. regolare & limitata) | ISBN 978-4-7575-3958-7 (ed. regolare) ISBN 978-4-7575-3954-9 (ed. limitata) | —                | ISBN 978-88-9284-708-8 |
| 9  | 21 giugno 2014 | ISBN 978-4-7575-4333-1                                                      | —                | ISBN 978-88-9284-739-2 |
| 10 | 22 settembre 2014 | ISBN 978-4-7575-4413-0                                                      | —                | ISBN 978-88-9284-803-0 |
| 11 | 12 maggio 2015 | ISBN 978-4-7575-4636-3                                                      | —                | ISBN 978-88-9284-826-9 |
| 12 | 12 settembre 2015 | ISBN 978-4-7575-4732-2                                                      | —                | —                      |
| 13 | 12 marzo 2016 | ISBN 978-4-7575-4905-0                                                      | —                | —                      |
| 14 | 12 dicembre 2016 | ISBN 978-4-7575-5179-4                                                      | —                | —                      |
| 15 | 12 giugno 2017 | ISBN 978-4-7575-5241-8                                                      | —                | —                      |
| 16 | 12 dicembre 2017 | ISBN 978-4-7575-5433-7                                                      | —                | —                      |
| 17 | 12 giugno 2018 | ISBN 978-4-7575-5617-1                                                      | —                | —                      |
| 18 | 12 dicembre 2018 | ISBN 978-4-7575-5938-7                                                      | —                | —                      |

Handa-kun
| Nº | Data di prima pubblicazione | Data di prima pubblicazione | Data di prima pubblicazione |
| Nº | Giapponese                  | Giapponese                  |                             |
| -- | --------------------------- | --------------------------- | --------------------------- |
| 1  | 21 giugno 2014              | ISBN 978-4-7575-4332-4      |                             |
| 2  | 22 settembre 2014           | ISBN 978-4-7575-4412-3      |                             |
| 3  | 22 gennaio 2015             | ISBN 978-4-7575-4534-2      |                             |
| 4  | 12 agosto 2015              | ISBN 978-4-7575-4711-7      |                             |
| 5  | 12 febbraio 2016            | ISBN 978-4-7575-4877-0      |                             |
| 6  | 12 luglio 2016              | ISBN 978-4-7575-5047-6      |                             |
| 7  | 12 settembre 2016           | ISBN 978-4-7575-5094-0      |                             |

### Anime
Un adattamento anime, prodotto da Kinema Citrus e diretto da Masaki Tachibana, è andato in onda sulle televisioni giapponesi dal 6 luglio al 28 settembre 2014. Le sigle di apertura e chiusura sono rispettivamente Rashisa (らしさ?) dei Super Beaver e Innocence dei NoisyCell. La serie è stata trasmessa in simulcast da Crunchyroll, mentre in America del Nord i diritti di streaming e distribuzione home video sono stati acquistati da Funimation. Un altro adattamento anime a cura di Diomedéa, intitolato Handa-kun e basato sull'omonimo manga spin-off, è stato trasmesso tra l'8 luglio e il 23 settembre 2016.

#### Episodi
| Nº | Titolo italiano (traduzione letterale) Giapponese 「Kanji」 - Rōmaji      | In onda           | In onda |
| Nº | Titolo italiano (traduzione letterale) Giapponese 「Kanji」 - Rōmaji      | Giapponese        |         |
| 1  | Una bambina allegra 「ばらかこどん」 - Barakakodon                        | 6 luglio 2014     |         |
| 2  | Fastidiosi 「やかましか」 - Yakamashika                                   | 13 luglio 2014    |         |
| 3  | I mochi lanciati nella celebrazione 「ひとんもち」 - Hitonmochi           | 20 luglio 2014    |         |
| 4  | I papà dell'isola 「しまんおんつぁんどん」 - Shiman ontsandon             | 27 luglio 2014    |         |
| 5  | Andare a nuotare in spiaggia 「うんにおえぎいっ」 - Un ni oegii           | 3 agosto 2014     |         |
| 6  | I ragazzi di Tokyo 「よそんもん」 - Yosonmon                              | 10 agosto 2014    |         |
| 7  | Un pesce di alta qualità 「ひさんいを」 - Hisan-iwo                       | 17 agosto 2014    |         |
| 8  | La danza del canto buddista 「オンデ」 - Onde                             | 24 agosto 2014    |         |
| 9  | Quasi gravemente ferito 「おけがまくっちした」 - Okega makucchishita      | 6 settembre 2014  |         |
| 10 | Andiamoci tutti insieme 「だっちいこで」 - Dacchi ikode                   | 13 settembre 2014 |         |
| 11 | Sono a Tokyo 「東京にいます」 - Tōkyō ni imasu                            | 20 settembre 2014 |         |
| 12 | Felici che tu sia tornato 「かえってきてうりしか」 - Kaette kite urishika | 27 settembre 2014 |         |

Handa-kun
| Nº | Titolo italiano (traduzione letterale) Giapponese 「Kanji」 - Rōmaji | In onda           | In onda |
| Nº | Titolo italiano (traduzione letterale) Giapponese 「Kanji」 - Rōmaji | Giapponese        |         |
| 1  | Handa e l'amicizia tra ragazze 「半田くんと女の友情」 - Handa-kun to onna no yūjō | 7 luglio 2016     |         |
| 2  | Handa e la continuazione dell'episodio 1 「半田くんと1話の続き」 - Handa-kun to 1-wa no tsuzukiHanda e il preside 「半田くんと委員長」 - Handa-kun to iinchōHanda e il modello 「半田くんとモデル」 - Handa-kun to moderu                             | 14 luglio 2016    |         |
| 3  | Handa e l'evasione scolastica 「半田くんと不登校」 - Handa-kun to futokōHanda e le lezioni di cucina 「半田くんと調理実習」 - Handa-kun to chōri jisshūHanda e il suo amico 「半田くんと親友」 - Handa-kun to shin'yū                                 | 21 luglio 2016    |         |
| 4  | Handa e Handa? 「半田くんと半田くん？」 - Handa-kun to Handa-kun?Handa e l'invidia femminile 「半田くんと女の嫉妬」 - Handa-kun to onna no shittoHanda e la socievolezza 「半田くんと社交性」 - Handa-kun to shakō-sei                                | 28 luglio 2016    |         |
| 5  | Handa e il consiglio studentesco 「半田くんと生徒会」 - Handa-kun to seitokaiHanda e la perdita di memoria 「半田くんと記憶喪失」 - Handa-kun to kioku sōshitsu                                                                                       | 4 agosto 2016     |         |
| 6  | Handa e gli amici degli amici 「半田くんと友達の友達」 - Handa-kun to tomodachi no tomodachiHanda e Dash Higashino 「半田くんとダッシュ東野」 - Handa-kun to Dasshu HigashinoHanda e la chiromanzia 「半田くんと手相占い」 - Handa-kun to tesō uranai | 11 agosto 2016    |         |
| 7  | Handa e l'esame supplementare 「半田くんと追試」 - Handa-kun to tsuishiHanda e la biblioteca 「半田くんと図書室」 - Handa-kun to toshoshitsu | 18 agosto 2016    |         |
| 8  | Handa e la gita scolastica 「半田くんと修学旅行」 - Handa-kun to shūgakuryokō | 25 agosto 2016    |         |
| 9  | Handa e la rana 「半田くんとカエル」 - Handa-kun to kaeruHanda e lo stalker 「半田くんとストーカー」 - Handa-kun to sutōkā | 1º settembre 2016 |         |
| 10 | Handa e la mediocrità 「半田くんと平凡」 - Handa-kun to heibonHanda e la bella ragazza 「半田くんと美少女」 - Handa-kun to bishōjo | 8 settembre 2016  |         |
| 11 | Handa e i preparativi per il festival culturale 「半田くんと文化祭準備」 - Handa-kun to bunkasai junbi | 15 settembre 2016 |         |
| 12 | Handa e il festival culturale 「半田くんと文化祭」 - Handa-kun to bunkasai | 22 settembre 2016 |         |

### Live action
Nell'aprile 2023 è stata annunciato che la serie avrebbe ispirato un dorama televisivo live action prodotto da Kyodo Television. La serie è diretta da Keita Kono, con Masataka Takamaru come produttore, Kumiko Asō alla sceneggiatura e Juichi Uehara come responsabile della pianificazione. È stato trasmesso in Giappone dal 12 luglio al 20 settembre 2023 su Fuji TV. Le Perfume hanno cantato il loro ventottesimo singolo intitolato Moon come sigla.